# Doug Sampson
Pour les articles homonymes, voir Sampson.
Doug Sampson (né le 30 juin 1957 à Hackney) est un ancien batteur du groupe de heavy metal traditionnel Iron Maiden. Il en a été membre de la mi 1977 à fin 1979. Son départ est dû à des raisons de santé. Il avait succédé à Thunderstick et a été remplacé par Clive Burr.
Il a donc participé à l'enregistrement de la démo The Soundhouse Tapes.
Il ne doit pas être confondu avec Paul Samson du Samson, dont plusieurs autres membres ont été à un moment ou un autre membres d'Iron Maiden, comme Bruce Dickinson, Clive Burr, et Thunderstick.